# Irish League 1892-1893
L'Irish League 1892-1893 è stata la 3ª edizione della prima divisione del campionato nordirlandese di calcio.
Il campionato era formato da sei squadre e il Linfield F.C. vinse il titolo.

## Classifica finale
| Pos. | Squadra       | G  | V | N | P | GF | GS | Punti |
| ---- | ------------- | -- | - | - | - | -- | -- | ----- |
| 1    | Linfield      | 10 | 8 | 2 | 0 | 27 | 7  | 18    |
| 2    | Cliftonville  | 10 | 7 | 1 | 2 | 28 | 18 | 15    |
| 3    | Distillery    | 10 | 4 | 3 | 3 | 32 | 21 | 11    |
| 3    | Glentoran     | 10 | 5 | 1 | 4 | 16 | 16 | 11    |
| 5    | Ulster        | 10 | 2 | 0 | 8 | 8  | 30 | 4     |
| 6    | Derry Olympic | 10 | 0 | 1 | 9 | 7  | 26 | 1     |

G = Partite giocate; V = Vittorie; N = Nulle/Pareggi; P = Perse; GF = Goal fatti; GS = Goal subiti; 